# Thung lũng Kościeliska

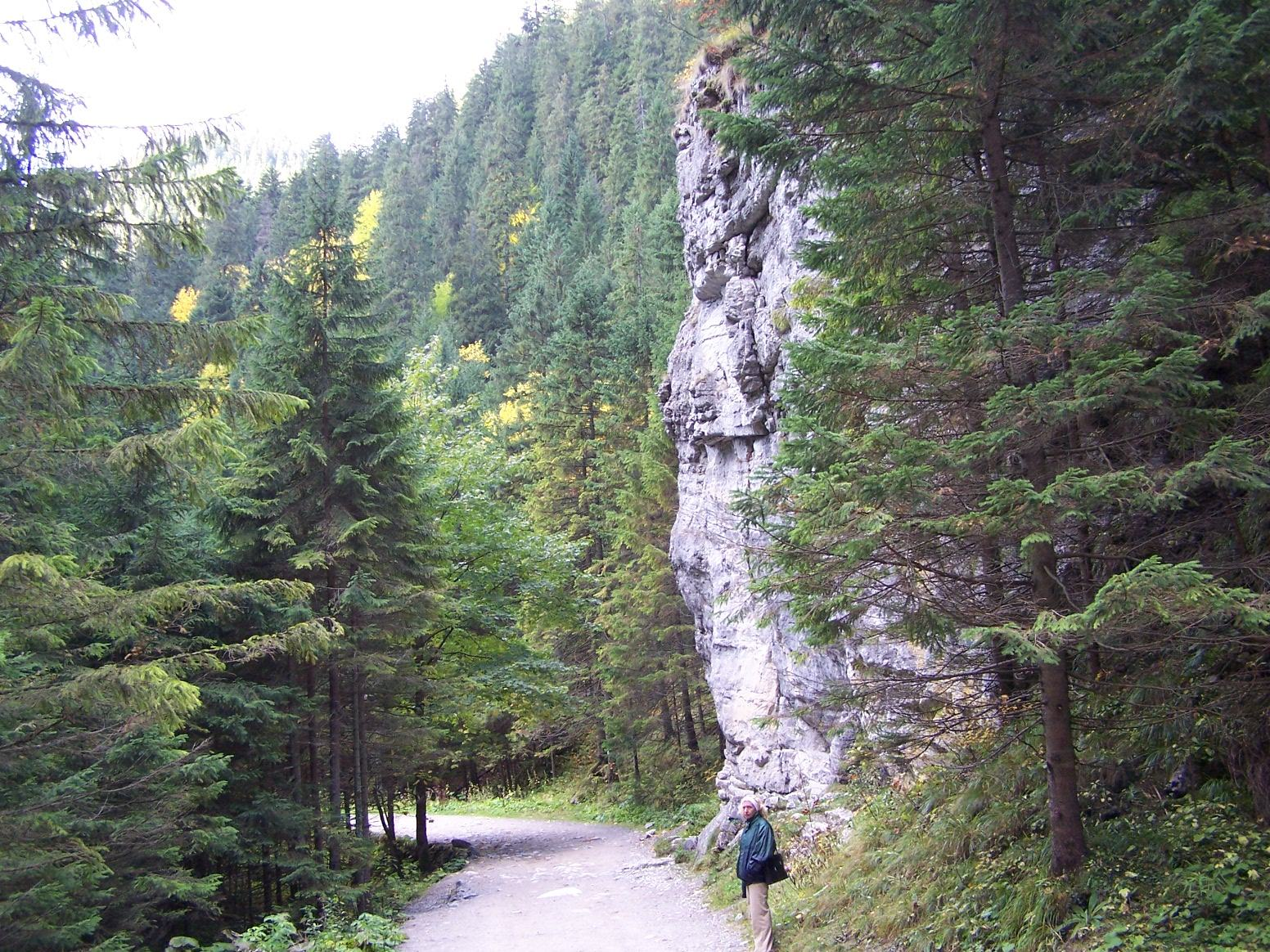
Thung lũng Kościeliska

Kościeliska là một thung lũng ở Ba Lan, thuộc dãy núi Tatra, Tây Tatras, Ba Lan. Thung lũng này trải dài khoảng 9 km từ làng Kiry đến sườn núi chính của Tatras. Ở lưng chừng núi có nhà nghỉ chân trên núi Ornak được xây dựng vào năm 1948. Để đến được đây, khách du lịch có thể đi bằng đường bộ 7 km từ Zakopane.

## Địa hình
Địa hình gần lối ra thung lũng hẹp nhưng đi xa hơn, nó tỏa ra thành nhiều nhánh bên, dẫn lên đỉnh núi cao tròn của Tây Tatras. Nơi cao nhất của thung lũng này là đỉnh Mt. Bystrá, nằm về bên phía biên giới Slovakia.
Phần trên của thung lũng (Hala Tomanowa và Hala Pyszna) đã được xây dựng thành khu bảo tồn thiên nhiên. Hệ thực vật và động vật đặc biệt của nơi này được bảo vệ nghiêm ngặt.
Toàn bộ thung lũng tràn ngập ánh hào quang của những truyền thuyết cổ xưa kể về kho báu ẩn giấu. Nơi đây còn hiện hữu những truyền thống khai thác mỏ lâu đời có từ thế kỷ 15.
Vào thế kỷ 19 thung lũng Kościeliska là một trong những trung tâm luyện kim phát triển nhất và lớn nhất trong khu vực. Ở vùng núi lân cận, người ta đã tìm thấy nhiều kim loại, chủ yếu là bạc, sau này là quặng sắt.
Thung lũng này có được sự quyến rũ đặc biệt không chỉ bởi cảnh quan thiên nhiên lộng lẫy, mà còn bởi sự đa dạng của đá vôi: hang động, giếng nước, đá nhiều hình dạng và đá cuội. Có khoảng 70 hang động lớn và nhỏ ở đây, trong đó hang động dài nhất là Jaskinia Zimna  (6 km) hoặc Jaskinia Wysoka - Za Siedmiu Progami  (11,5 km); hang động sâu nhất là Jaskinia Miętusia (200 m) hoặc Bańdzioch Kominiarski (570 m).
Những điểm du lịch thú vị nhất trong thung lũng là:
- Lodowe Źródło (Mùa xuân băng giá)
- Jaskinia Mroźna (Hang động băng giá), Jaskinia Mylna (Hang giả), Jaskinia Raptawicka (Hang Raptawicka) [8]
- Wąwóz Kraków i Smocza Jama (Hẻm núi Kraków với Hang Rồng) - một trong những nơi đẹp nhất thung lũng.
- Hala Pisana (Ngọn núi Pisana)
- Staw Smerczyński (Hồ Smreczyński)

## Đường mòn trong thung lũng
Đoạn đầu Thung lũng Kościeliska là con đường mòn màu đỏ nối từ Vùng đất trống Upłaz lên đỉnh Ciemniak (cao 2.090 mét so với mực nước biển), một ngọn núi trong cụm đỉnh núi Czerwone Wierchy (Núi đỏ). Con đường mòn màu xanh dẫn đến Vùng đất trống ở Stołach. Con đường mòn đen "cieżka nad Reglami" dẫn đến Thung lũng Chochołowska.
Từ phần giữa của thung lũng, con đường màu xanh lá cây dẫn từ Nhà nghỉ chân trên núi Ornak, dọc theo Dolina Tomanowa (Thung lũng Tomanowa), đến Czerwone Wierchy. Con đường màu vàng dẫn lên đèo Iwaniacka Przełęcz và từ đó lên đỉnh Ornak (cao 1.854   mét). Con đường màu xanh lá cây dẫn đến đèo Raczkowa Przełęcz. Khoảng 35 phút đi bộ dọc theo con đường mòn đen từ Nhà nghỉ chân trên núi sẽ tới được Hồ trên núi Smerczyńki - một phần ít ỏi của thung lung thuộc dãy núi Tatra.

## Hình ảnh
- Thung lũng
- Đỉnh Raptawickie
- Thung lũng
- Quang cảnh nhìn từ Bystra
- Nhà nghỉ chân trên núi của Ornak
- Hang False
- Cổng trời Pawlikowski
- Hồ Smerczynski